# 鄂爾多斯文化

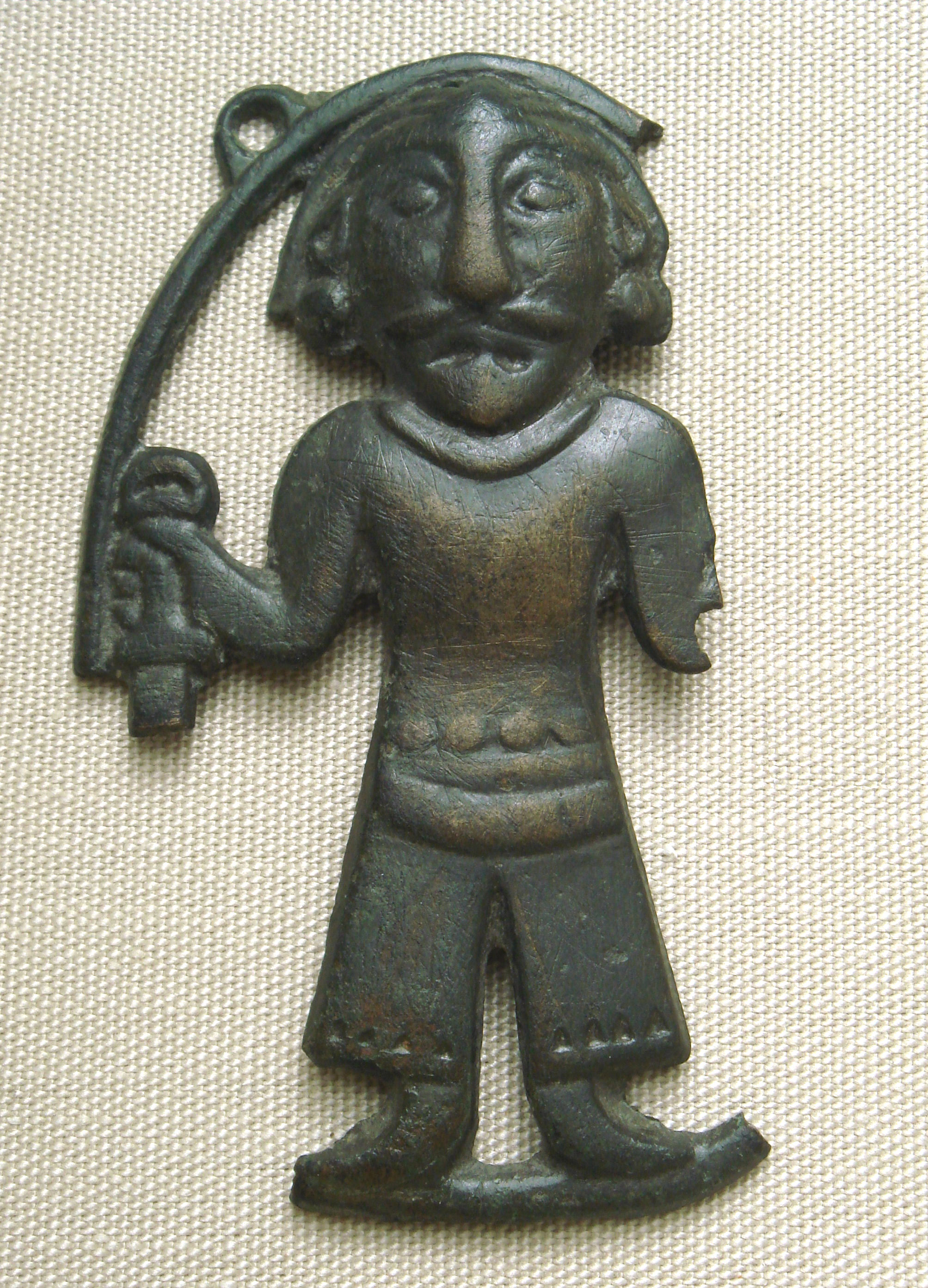
人物青銅像(大英博物館)

鄂爾多斯文化是以中國內蒙古自治區鄂爾多斯市為中心的青銅器文化，範圍主要分布在長城以北，陰山以南的河套地區。年代約為公元前六世紀至公元前二世紀。出土文物顯示鄂爾多斯文化有受到斯基泰文化的影響。一說鄂爾多斯文化可稱為先匈奴文化或早期匈奴文化，但學術界對其與匈奴的關係尚存爭議。

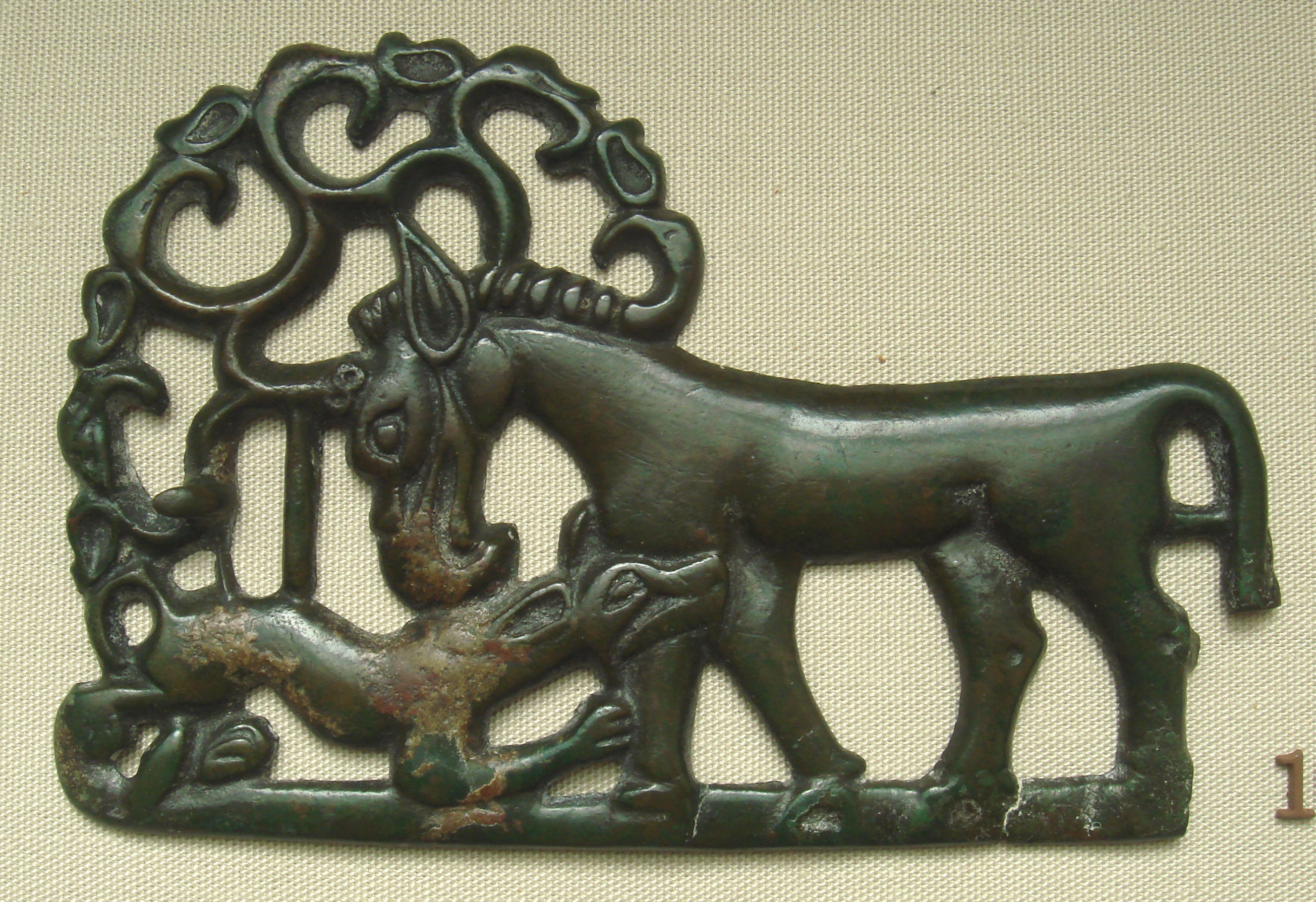
虎襲馬青銅像(大英博物館)